# Kai Struwe
Kai Uwe Struwe (* 8. Juni 1965 in Essen) ist ein deutscher Bassist, Komponist, Texter und Sänger.
Er ist Mitglied des Spardosen-Terzetts, Bassist bei Helge Schneider und führt gemeinsam mit dem Schauspieler August Zirner die musikalische Lesung „der kleine Prinz“ auf.

## Musikalische Stationen
Kai Struwe arbeitete ab 1982 mit Tom Mega bis zu dessen Tod im Jahre 2002 zusammen. In den 1980er und den 1990er Jahren war er Mitglied bei Thomas (Schnulli) Koppelbergs Wolfen. Als Mitglied der Roy Herrington Band ging er, von 1992 bis 1995 zusammen mit Chris Farlowe, mit der Band auf Tourneen. 1989 gründete sich das Spardosen-Terzett.in dem als Bassist, Mundharmonikaspieler, Texter, Komponist und Sänger fungiert. Das Spardosen-Terzett arbeitete unter anderem mit Wiglaf Droste, Ina Müller, Dietmar Wischmeyer, Kai Magnus Sting, Stephan Sulke und August Zirner zusammen. 2013 stieg er bei Helge Schneider ein. Mit August Zirner spielt er seit 2015 „der kleine Prinz.“
Außerdem gibt er Konzerte mit unterschiedlichsten Bands wie z. B. Connexion Latina, Club de Belugas, Supercharge, Thomas Quasthoff.
Jahrelange Tätigkeit an der Universität-Gesamthochschule Essen als Lehrbeauftragter für Harmonielehre, Gehörbildung, Kontra- und E-Bass, Ensemblespiel, Komposition und Produktion von Theatermusik, Hörspielen und Kurzfilmen

## Produktionen (Auszug)
- „der kleine Prinz“ Live-Mitschnitt mit August Zirner
- „der kleine Prinz“ Hörbuch mit August Zirner
- „Frankenstein“ mit August Zirner
- „live at the Grugahalle“ Helge Schneider
- „Lass knacken, HELGE, HELGE, der Film! HELGE Life!“ Helge Schneider -
- „Diagnose Jazz“ August Zirner und das Spardosen-Terzett
- Filmmusik Kurzfilm von Vera Lalyko: Saunatango
- Filmmusik Kurzfilm von Vera Lalyko: Promenade
- „Die Ausrottung der Nachbarschaft“ Musik für Hörspiel von Kai Magnus Sting (u. a. mit Henning Venske, Jochen Busse, Fritz Eckenga, Gerburg Jahnke)
- „Neues aus Vogelheim“ Spardosen-Terzett
- „Seit du da bist auf der Welt“ Wiglaf Droste und das Spardosen-Terzett (Vertonte Peter Hacks Gedichte)
- „das Konzert“ Wiglaf Droste und das Spardosen-Terzett live
- „Wolken ziehn“ Wiglaf Droste und das Spardosen-Terzett (u. a. mit Katharina Thalbach)
- „Für immer“ Wiglaf Droste und das Spardosen-Terzett (u. a. mit Till Brönner)